# 1945 au Québec
Cet article traite des événements survenus en 1945 au Québec. 

## Événements

### Janvier
- 30 janvier : le député unioniste de Deux-Montagnes, Paul Sauvé, revient à Montréal après un an de service militaire en Europe[1].

### Février
- 7 février : début de la première session de la 22e législature. Un projet d'électrification rurale est annoncé de même que des mesures pour venir en aide à la famille ainsi qu'à la petite propriété[2].
- 14 février : dépôt d'un projet de loi devant créer un service de radiodiffusion provincial. Quelques jours plus tard, cependant, un représentant de Radio-Canada déclare que le Québec devra se munir de l'autorisation d'Ottawa avant d'organiser son système. La Cour de justice vient en effet de statuer que les communications sont de juridiction fédérales[3].

### Mars
- 21 mars : dépôt du projet de loi 14 sur l'Office de l'électrification rurale, accordant des subventions prises dans un fonds de 12 millions de dollars afin de créer et de développer des coopératives d'électricité dans les campagnes[4].
- 28 mars : le premier discours du budget du trésorier Onésime Gagnon prévoit des dépenses de 99 854 000 $ pour l'année 1945-1946[5].

### Avril
- 7 avril : le gouvernement dépose un projet de loi lui permettant de négocier un rapatriement des pouvoirs de taxation à Québec[6].
- 19 avril : 
  - adoption de la loi créant un Office de la radio de Québec chargé d'établir un système radiophonique public provincial qui devrait prendre le nom de Radio-Québec. Celui-ci ne sera cependant créé qu'en 1968 par Daniel Johnson[3].
  - première du film Le Père Chopin à Montréal[7].

### Mai
- 7 mai : l'annonce de la capitulation allemande donne lieu à des manifestations de joie à travers le Québec. La guerre aura coûté la vie à 42 000 soldats canadiens. 5000 autres sont blessés ou portés disparus[8].
- 15 mai : adoption de la loi 50 sur les mines, créant des baux de 20 ans afin de permettre l'exploitation minière dans le Nouveau-Québec[9].
- 24 mai : adoption de la loi sur l'électrification rurale[10].

### Juin
- Juin : sortie du roman Bonheur d'occasion, écrit par Gabrielle Roy[11].
- 1er juin
  - adoption d'une loi créant un président directeur général des élections[2].
  - clôture de la session[12].
- 11 juin : les libéraux de Mackenzie King remportent l'élection fédérale avec 118 députés élus. Les conservateurs en obtiennent 66, le CCF 26, les créditistes 13 et le Bloc populaire 2. Au Québec, le score est de 44 libéraux, 1 conservateur, 16 candidats indépendants et 2 bloquistes dont leur chef Maxime Raymond[13].

### Juillet
- 5 juillet : malgré la fin imminente de la guerre, Mackenzie King annonce un prochain rationnement de la viande[14].
- 25 juillet : le ministère des ressources hydrauliques est créé. Son premier titulaire est John Bourque[15].

### Août
- 6 août : lors d'une conférence fédérale-provinciale, à Ottawa, le gouvernement King annonce son intention de garder le contrôle exclusif des impôts sur le revenu, les corporations et les successions, qui lui avaient été abandonnés par les provinces pour le temps de la guerre[16].
- 15 août : un congé national est décrété pour célébrer la fin de la Seconde Guerre mondiale[17]. Cinq jours plus tard, les premiers soldats rapatriés arrivent à Québec à bord du paquebot Duchess Of Richmond[18].
- 29 août : le président De Gaulle effectue une seconde visite à Ottawa et rencontre Mackenzie King. Cette fois, il ne s'arrête pas au Québec[19].

### Septembre
- 24 septembre : les bouchers se mettent en grève pour protester contre le rationnement de la viande, qui a été maintenu malgré la fin de la guerre. Ils retournent au travail quatre jours plus tard contre des promesses de négociations[20].

### Octobre
- 19 octobre : la Chambre des communes approuve la Charte des Nations unies[21].

### Novembre
- 7 novembre - Maurice Duplessis crée un bureau de censure du cinéma. L'un des membres est le futur premier ministre Daniel Johnson[22].
- 21 novembre - L'Union nationale remporte l'élection partielle de Beauce[23].
- 24 novembre - Le gouvernement fédéral dépose le projet de loi 15 permettant de maintenir les pouvoirs extraordinaires du temps de guerre pendant encore un an[24].
- 26 novembre - Lors d'une nouvelle conférence fédérale-provinciale, les provinces demandent à Ottawa l'abandon de la loi 15 qui, selon elles, limite de façon unilatérale leurs pouvoirs juridictionnelles[25].

### Décembre
- 5 décembre : la loi 15 est adoptée à Ottawa[26].

## Naissances
- Jean-Claude Lespérance (producteur télévisuel) († 13 août 2024)
- Léo-Guy Morissette (propriétaire, administrateur et directeur-gérant d'équipes de hockey) († 12 octobre 2024)
- Michel Desrochers (animateur) († 10 septembre 2005)
- Marcel Simard (cinéaste) († 6 mars 2010)
- Pierre Schneider (journaliste et militant indépendantiste) († 1er avril 2023)
- 10 janvier - Geneviève Amyot (écrivaine) († 11 juin 2000)
- 29 janvier - Pierre Champagne  (journaliste et chroniqueur au journal Le Soleil († 7 avril 2023)
- 5 février - Jean-Guy Lagacé (joueur de hockey)
- 9 février - Denys Chabot (écrivain et journaliste) († 24 juin 2025)
- 10 février - Jean Barbeau (auteur dramatique) († 28 août 2019)
- 19 février - Denys Sylvain (avocat et homme politique)
- 7 mars - Raymond Bouchard (acteur)
- 21 mars - Marie José Thériault (écrivain et traductrice)
- 3 avril - Bernard Parent  (joueur de hockey)
- 18 avril - Bernard Arcand (anthropologue) († 30 janvier 2009)
- 26 avril - Sylvain Simard (homme politique)
- 29 avril - André Simard (en) (gymnaste, entraineur, concepteur artistique pour le Cirque du Soleil) († 1er mai 2025)
- 1er mai - Pierre Jutras (réalisateur) († 22 juin 2023)
- 3 mai - Raymond Cloutier (acteur)
- 4 mai - Michel Daigle (acteur) († 15 janvier 2015)
- 5 juin - André Lacroix
- 7 juin - Gilles Marotte (joueur de hockey) († 26 juillet 2005)
- 16 juin - Lucienne Robillard (femme politique)
- 7 juillet - Pierre Desruisseaux (écrivain et poète) († 18 janvier 2016)
- 11 juillet - Normand Lester (journaliste)
- 19 juillet - Paule Baillargeon (actrice)
- 20 juillet - Armand Caouette (homme politique) († 15 mai 2010)
- 8 août - Brian McKenna (réalisateur, scénariste, producteur et acteur) († 5 mai 2023)
- 11 août - Gilles Taillon (homme d'affaires et homme politique)
- 13 août - Michel Jasmin (animateur)
- 2 septembre - Victor-Lévy Beaulieu (écrivain) († 9 mai 2025)
- 7 septembre - Jacques Lemaire (joueur de hockey)
- 25 septembre - Carol Vadnais (entraîneur et joueur de hockey) († 31 août 2014)
- 26 septembre - Louise Beaudoin (femme politique)
- 22 octobre - Yvan Ponton (acteur)
- 24 octobre - Richard Blass (criminel) († 24 janvier 1975)
- 26 octobre - Marie-Andrée Leclerc (criminelle) († 20 avril 1984)
- 28 octobre - Louise Deschâtelets (actrice)
- 31 octobre - Marthe Fleurant (chanteuse et comédienne) († 27 janvier 2021)
- 5 novembre - Jacques Lanctôt (éditeur et ancien membre du FLQ)
- 18 novembre - Réal D'Amours (journaliste) († 5 mai 2023)
- 20 novembre - Nanette Workman (chanteuse)
- 22 novembre - Roger Giguère (acteur) († 28 août 2022)
- 29 novembre - Shirley Théroux (chanteuse)
- 5 décembre - 
  - Jocelyn Hardy (joueur de hockey et animateur d'émissions sportives radiophoniques)  († 19 février 2021)
  - Serge Chapleau (caricaturiste)
- 18 décembre - Jean Pronovost (joueur de hockey)
- 24 décembre - André Cartier (acteur) † 22 mai 2020)

## Décès
- 3 janvier - Louis-Jules Allard (homme politique) (º 21 janvier 1859)
- 6 avril - Idola Saint-Jean (féministe) (º 19 mai 1880)
- 19 mai - Jean-Paul Archambault (militaire) (º 13 novembre 1908)
- 26 juin - Marius Dufresne (architecte et ingénieur) (º 8 septembre 1883)
- 5 juillet - François-Xavier Ross (personnalité religieuse) (º 6 mars 1869)
- 17 juillet - Adjutor Rivard (homme de loi et écrivain) (º 22 janvier 1868)
- 26 août - Alfred-Odilon Comtois (personnalité religieuse) (º 5 mars 1876)
- 1er novembre - Marie Lacoste-Gérin-Lajoie (féministe) (º 19 octobre 1867)
- 10 décembre - Joseph-Octave Samson (ancien maire de Québec) (º 9 janvier 1862)

## Sources et références
1. ↑  Le lt-colonel Paul Sauvé arrivé à Montréal. Le Devoir. 30 janvier 1945. p. 2
2. 1 2  « Chronologie parlementaire 1943-1945 » (consulté le 12 mars 2009)
3. 1 2  Bilan du Siècle
4. ↑  Premier débat sur le bill Duplessis pour l'électrification rurale. Le Devoir. 21 mars 1945. p. 10
5. ↑  Louis Robillard. Le trésorier provincial présente un budget de $99,854, 805. Le Devoir. 28 mars 1945. p. 1
6. ↑  Québec veut reprendre ses pouvoirs de taxation. Le Devoir. 7 avril 1945. p. 3
7. ↑  Bilan du Siècle
8. ↑  Jacques Lacoursière. Histoire populaire du Québec tome 4. Septentrion. 1997. p. 324
9. ↑  Des baux de vingt ans pour permettre l'exploitation minière dans le Nouveau-Québec. Le Devoir. 15 mai 1945. p. 1
10. ↑  Bilan du Siècle
11. ↑  Bilan du Siècle
12. ↑  Idem
13. ↑  Réélection des libéraux  de William Lyon Mackenzie King à la Chambre des communes à Ottawa
14. ↑  Rationnement de la viande en vigueur "prochainement". Le Devoir. 6 juillet 1945. p. 3
15. ↑  Bilan du Siècle
16. ↑  Bilan du Siècle
17. ↑  La Grande Guerre II s'est terminée hier soir à 7 h.. Le Devoir. 15 août 1945. p. 1
18. ↑  4000 militaires arrivent à Québec. Le Devoir. 20 août 1945. p. 3
19. ↑  Dale C. Thompson. De Gaulle et le Québec. Éditions du Trécarré. 1990. p. 96
20. ↑  « Les bouchers de la ville ferment leurs portes », Le Devoir,‎ 24 septembre 1945, p. 3
21. ↑  La Chambre des Communes a approuvé la charte des Nations-Unies. Aucun député ne s'est opposé à l'adhésion du Canada au nouvel organisme international. Le Devoir. 20 octobre 1945. p. 1
22. ↑  Le nouveau bureau de censure du cinéma. Le Devoir. 7 novembre 1945. p. 3
23. ↑  L'élection de Beauce. Le Devoir. 22 novembre 1945. p. 3
24. ↑  Le débat sur le bill 15 s'est engagé à Ottawa. Le Devoir. 24 novembre 1945. p. 1
25. ↑  Le gouvernement laisserait tomber le bill 15. Le Devoir. 27 novembre 1945. p. 1
26. ↑  Pierre Vigeant, « Lutte ardente autour du bill 15 », Le Devoir,‎ 5 décembre 1945, p. 1